# DolarToday
DolarToday es una compañía venezolano-estadounidense de medios de comunicación, dirigida por venezolanos residentes en Estados Unidos que se centra en la política y finanzas de Venezuela. Referencia varios tipos de cambio para el bolívar venezolano inclusive el mercado negro de divisas. Se enfoca en el control cambiario de la economía venezolana y por su portal y redes sociales son críticos con el gobierno de Nicolás Maduro y, en su momento, de Hugo Chávez.

## Historia

### Fundación
DolarToday fue fundada el 18 de mayo de 2010. Tiene su sede en Miami, Estados Unidos. Antes de la elección de Nicolás Maduro en 2013, DolarToday fue la segunda referencia de tipo de cambio más popular en Venezuela, detrás de Lechuga Verde. Sin embargo, después de que un escándalo provocara la desaparición de la Lechuga Verde, DolarToday se convirtió en la referencia del tipo de cambio más popular.
Su presidente es Gustavo Díaz, vendedor de Home Depot en Alabama. De acuerdo con una entrevista que sus fundadores concedieron en BBC Mundo, DolarToday se autodefine como "una forma de protesta contra una dictadura cada vez más comprometida en silenciar e intimidar a los medios de comunicación en Venezuela." En la actualidad, el sitio web de la empresa se dedica a publicar críticas sobre el gobierno de Maduro, Que según el fundador, "son seleccionadas por los escritores del sitio con sede en Venezuela".

### Declive
Según economistas y medios de comunicación, a inicios del año 2018 la compañía fue perdiendo credibilidad como sitio de referencia por el aumento vertiginoso de la cotización de la divisa en el mercado y el estancamiento de la tasa referencial en su página, lo que conlleva a que otros portales de cotizaciones como DolarTrue, AirTM y DolarPro se impusieran con el tiempo como fuentes principales de consulta. A medida que la hiperinflación en Venezuela se salió de control, los precios cambiaron a un ritmo tan rápido que los venezolanos ya no dependían del sitio y, por lo general, establecían los precios en chats grupales, como WhatsApp , o a través de intercambios de criptomonedas.

## Contenido
Las aplicaciones de Android y iOS de DolarToday son populares entre los usuarios móviles. También tiene un gran número de seguidores en Twitter e Instagram, a más de un millón y seguidores en medios, actualizándolos con los tipos de cambio al día. La compañía también emitió un programa en línea con Orlando Urdaneta como uno de sus participantes.

### Tipos de cambio
En la actualidad, el tipo de cambio de la moneda venezolana, el bolívar, es controlado y se rige por el Banco Central de Venezuela; el acceso de los ciudadanos al portal de DolarToday ha sido bloqueado por el Gobierno venezolano. Por lo tanto, los tipos de cambio publicados por DolarToday solamente son accesibles fuera de Venezuela.
Desde sus inicios, DolarToday ha proporcionado tipos de cambio de las principales casa de cambio del mercado negro que se actualizan diariamente para los venezolanos que no pueden cambiar divisas con el gobierno venezolano por la oferta cada vez menor del dólar estadounidense. DolarToday es utilizada como referencia en sitios web de finanzas y medios de comunicación de todo el mundo para informar de la tasa de cambio en Venezuela. En 2013, el presidente venezolano, Nicolás Maduro, prohibió el acceso a varios sitios de Internet, incluyendo DolarToday, para evitar que sus ciudadanos puedan conocer los tipos de cambio, en el mercado negro, del país. Maduro, también, acusó DolarToday de alimentar una "guerra económica" contra su gobierno y de la manipulación de la tasa de cambio.
Según, un artículo publicado en el diario El Universal, Carlos Dorado, expresa su inconformidad con DolarToday diciendo que presenta una tasa de cambio irreal.

¡Me horroriza, el daño que le está haciendo "Dólar Today" a nuestro país! al presentar una tasa irreal del dólar, que no está basada en la oferta y en la demanda, y la cual solo responde a intereses particulares; pero que desafortunadamente se posicionó como marcador de la tasa cambiaria, a pesar de llegar al descaro de subirla 60 bolívares en un viernes, y bajarla 30 bolívares un sábado, donde ni siquiera hay actividad cambiaria.
El Universal

The Economist afirma que las tasas calculadas por DolarToday son "erráticas", pero que son "más realistas que las tres tasas oficiales" publicadas por el gobierno venezolano.
La compañía basa sus tipos de cambio calculados del bolívar venezolano en el dólar de los Estados Unidos a partir de las tasas sobre las transacciones en Cúcuta, Colombia, una ciudad cerca de la frontera con Venezuela. Hoy en día, debido a la inexistencia de otra fuente confiable, las tasas de DolarToday son utilizadas por Reuters, CNBC, y varios medios de comunicación agencias de noticias y redes. El sitio web afirma que los valores no son manipulados con el fin de socavar el gobierno venezolano.

Tomamos como referencia el valor de compra/venta del bolívar en la ciudad de Cucuta (sic) y lo reportamos. DolarToday simplemente le ahorra el tener que hacer una llamada telefónica a Cucuta (sic) y preguntar por el precio del paralelo.
DolarToday

### Tasa de inflación
DolarToday también publica la tasa de inflación implícita del bolívar venezolano que se basa en los tipos de cambio de sus divisas. La tasa de inflación implícita que utiliza DolarToday se basa en información calculada por Steve Hanke del Instituto Cato.

## Controversias
DolarToday es utilizado como referencia por varios sitios web financieros y medios de comunicación de todo el mundo cuando se trata de informar sobre el tipo de cambio venezolano. En 2013, el presidente de Venezuela, Nicolás Maduro , prohibió varios sitios web de Internet, incluido DolarToday, para evitar que sus ciudadanos accedieran a los tipos de cambio del país. El gobierno de Nicolás Maduro ha calificado el portal como un medio de ataque contra la economía venezolana y de proyectar la «guerra económica».

### Censura
“No me siento rebelde. Soy simplemente un comunicador que está trayendo información a un país donde la mayoría de los medios de comunicación han sido secuestrados por el gobierno”.

-Fundador de DolarToday.
Según DolarToday, el gobierno venezolano había estado intentando censurar el sitio web desde noviembre de 2013. En marzo de 2015, en una comparecencia televisada (cadena de televisión), Maduro dijo a la nación de Venezuela que pedirá al presidente de los Estados Unidos, Barack Obama, la detención de los propietarios de la empresa. En un comunicado de prensa publicado en el sitio web del gobierno, el gobierno de Maduro dijo que haría ejercer todos los mecanismos legales contra la compañía en respuesta a la supuesta difamación a la economía venezolana por parte de DolarToday. Ese mes, el gobierno de Venezuela intentó censurar el sitio web mediante un bloqueo de DNS y con ello dejó inaccesible para los usuarios de la compañía estatal CANTV sitios web como Amazon, Snapchat, Pinterest y demás sitios alojados en Amazon Web Services en el proceso de censura.
Desde que el presidente Maduro hizo tales comentarios, DolarToday comenzó a enfrentar bloqueos de su sitio web casi cada hora en Venezuela. DolarToday luego comenzó a usar sitios espejo en las redes de distribución de contenido, colocando enlaces crípticos en sus páginas de redes sociales a dichos sitios, ya que los sitios de redes sociales extranjeros son difíciles de censurar para el gobierno venezolano. Cada vez que el gobierno venezolano bloquea un sitio espejo, DolarToday comienza a usar uno nuevo, y los ingenieros del sitio web encuentran "formas de crear automáticamente un nuevo sitio espejo cada 20 minutos". 

### Demandas
El 23 de octubre de 2015 el Banco Central de Venezuela demandó al portal web ante una corte federal de Estados Unidos para que deje de operar en referente del dólar paralelo. El banco estatal tiene la teoría que el sitio web debilita la economía venezolana, lo que le llamó "ciberterrorismo" creando la impresión que el banco central es incapaz de manejar la economía venezolana y presentando indicadores que no son los oficiales emitidos por esa entidad. La acusación formal incluye violaciones a la ley RICO de Estados Unidos, publicidad falsa y violaciones a leyes venezolanas.
El 26 de febrero de 2016 el juez de la causa decidió desestimar la demanda considerando que el daño hipotético (el aumento de la inflación en Venezuela) no es suficientemente atribuible al demandado (Dólar Today). El juez solicitó al demandante, el Banco Central de Venezuela, reformular su demanda. Una demanda reformulada fue introducido el 4 de marzo de 2016 alegando daños específicos que incluyen disminución del señoreaje, daño a la reputación del banco y privación de capital disponible para el banco. Sin embargo fue desestimada el 11 de mayo de 2016. El Banco Central de Venezuela presentó la apelación el 10 de junio pero el caso fue finalmente desestimado por causa de un acuerdo entre las partes el 8 de agosto de 2016. Según la información del representante de DolarToday en el caso, el Banco Central de Venezuela desistió de la demanda con perjuicio y no puede renovarla. Dólar Today basa su tasa en operaciones que se realizan en la ciudad colombiana de Cúcuta, en la frontera con Venezuela. El presidente venezolano Nicolás Maduro acusa a la página web de desestabilizar a su gobierno.

## Recepción
Aproximadamente 1 millón de personas visitaron el sitio web de DolarToday diariamente en 2015. Las aplicaciones de Android e iOS de DolarToday también se encontraban entre las más descargadas por los usuarios móviles en Venezuela. También tiene más de 3 millones de seguidores en Twitter, actualizándolos con los tipos de cambio actualizados. El gobierno venezolano, sin embargo, ha visto a DolarToday como una plataforma para lanzar una " guerra económica " contra el gobierno, con Fusion declarando:
“Las publicaciones de Dollar Today se están convirtiendo en una fuente de creciente vergüenza para el gobierno venezolano. El sitio esencialmente les recuerda a los venezolanos cómo la vida se ha vuelto cada vez más inasequible bajo la gestión socialista de ese país”. 
Según George Selgin, director del Centro de Alternativas Monetarias y Financieras del Instituto Cato, la demanda del gobierno de Venezuela contra DolarToday "ofrece un vistazo notable a la lógica retorcida de los regímenes totalitarios " y que si algo le sucediera al sitio web, el Cato Institute comparte los mismos datos y más en su sitio web Troubled Currencies Project. Selgin, respecto a que el Instituto Cato publica la misma información que DolarToday, expresó:
"Entonces, si el Banco Central de Venezuela realmente quiere eliminar la información sobre su mala gestión del bolívar, cerrar DolarToday no será suficiente: tendrá que cerrarnos a nosotros también. Entonces, ¿qué te parece? ¿Chicos? ¡Nuestros abogados no pueden esperar!".

- George Selgin

### Mesa de cambio
Después de muchos años tratando de censurar este medio de información el 2 de agosto de 2018 el gobierno deroga la ley del Régimen cambiario y los ilícitos cambiario y el artículo 138 del decreto de Ley del Banco Central de Venezuela publicado en la Gaceta Oficial de Venezuela Nro 41.452 del 2 de agosto de 2018 que permitirá que este medio pueda expresarse libremente. En la actualidad sus informes diarios son seguidos como referentes por diferentes medios de comunicación nacional.

### Premios
En 2014, DolarToday recibió un premio Premios Click y fue reconocido como uno de los 100 mejores sitios web de Venezuela y uno de los mejores sitios web de economía.